# 한승엽 (1985년)
한승엽(韓承燁, 1985년 3월 23일 ~ )은 한국의 남자 스타크래프트 전 프로게이머 출신 게임 해설자다. Yooi라는 아이디를 사용하며 종족은 스타크래프트 테란이다.

## 개요
2003년 SouL(현 STX SouL)에 입단하며 프로게이머 생활을 시작했으며 아마추어 시절 강력한 프로토스 실력을 소유한 선수였으나 프로로 와서는 테란으로 전향하였다.
핵승엽이란 별명으로 유명하며 2007년 5월 31일 STX SouL에서 한빛 스타즈(현 웅진 스타즈)로 이적했고 2007년 11월 15일에 은퇴를 선언한 후 MBC게임의 해설자로 활동하였다. 그 후 2009년 9월 29일 현역 입대를 하였다.
2009년 9월 29일 군입대 예정이던 한승엽은 102 보충단에서 3일간 전반적인 신체검사과정에서 발가락부분에 뼈이상이 발견되어 1차적 귀가조치를 받았다. 그 이후 10월 20일 정밀 검사를 받은 한승엽은 1년의 치료기간이 더 필요하다는 병무청의 검사결과 및 신체검사 판결로 1년 뒤 재검사를 받게 된다. 이로써 한승엽은 2009년 10월 27일 공식적으로 방송에 복귀하게 되었다.
2010년 11월 16일 프로리그 경기를 마지막으로 11월 18일 논산 육군 훈련소에 다시 입소하여 훈련소 생활을 마친 후 현재 은평구청에서 공익 근무 요원으로 군 복무를 했고 2012년 11월 소집해제 했다.
2012년 12월 SPOTV 프로리그 해설로 합류했다.
2013년 8월 피파 온라인 3 썸머 리그 중계를 하게 되었고 이후 2013년 12월 SPOTV 피파3 챔피언십 2013 2014년 6월 피파3 챔피언십 2014, 그리고 2015년 3월 피파3 챔피언십 2015 중계를 했다.
2016년에는 우리동네게임리그에서 유대현 해설과 같이 호흡을 맞추고 있다.
2017년 3월 SPOTV GAMES의 SSL 시리즈 클래식의 해설로 발탁되었다.
최근엔 피파고모였던 전수형 아나운서와 결혼식을 올렸다.

## 수상 경력
- 2001년 9월 문화장관부 주최 세계청소년Youth페스티벌 스타크래프트 대회 준우승
- 2001년 10월 이노츠배 주장원전 10월 2주차 3등
- 2003년 1월 벼룩시장배 스타크래프트 오프라인 최종예선 3등
- 2003년 2월 벼룩시장배 첼린지 스타리그 16강
- 2003년 6월 MBCgame 전자랜드배 아마추어 최강전 준우승
- 2003년 11월 TG삼보배 MBCgame 스타리그 8강
- 2004년 2월 CENgame배 MBCgame 스타리그 16강
- 2006년 6월 프링글스 MSL 시즌1 8강
- 2007년 1월 신한은행 스타리그 시즌3 24강

## 축구
고등학교 1학년때까지는 축구 선수로 활동했으며 대한민국 청소년 축구 국가대표팀 상비군에 등록 된 적도 있다. 정조국, 황진성과는 서울 갈현초등학교 축구부 동기이다.